# Nagel-Punkt

Nagel-Punkt N

Der Nagel-Punkt, benannt nach dem deutschen Mathematiker Christian Heinrich von Nagel (1803–1882), der 1835/36 die Existenz dieses Punktes aufzeigte, gehört zu den besonderen Punkten eines Dreiecks. Für ein gegebenes Dreieck ABC betrachtet man die Punkte D, E und F, in denen die Ankreise die Seiten des Dreiecks berühren. Verbindet man diese Berührpunkte mit den gegenüber liegenden Ecken des Dreiecks (also mit A, B bzw. C), so schneiden sich diese Verbindungsstrecken in einem Punkt N. Dieser wird als Nagel-Punkt des Dreiecks bezeichnet.

## Eigenschaften
- Betrachtet man außer dem Nagel-Punkt N des Dreiecks ABC auch den Inkreismittelpunkt I und den Schwerpunkt S, dann liegen die Punkte N, S und I auf einer Geraden, der Nagel-Geraden, und es gilt {\displaystyle {\overline {NS}}:{\overline {SI}}=2:1}, wobei der Schwerpunkt S zwischen den Punkten N und I liegt.[2] In dieser Eigenschaft weist die Nagel-Gerade eine Analogie zur eulerschen Geraden auf.
- Der Spieker-Punkt ist der Mittelpunkt der Verbindungsstrecke von Nagel-Punkt und Inkreismittelpunkt und liegt somit ebenfalls auf der Nagel-Geraden.[2]
- Der Nagelpunkt und der Gergonne-Punkt sind isotomisch konjugiert.[3]

## Koordinaten
Die trilinearen Koordinaten des Nagel-Punkts ({\displaystyle X_{8}}) sind (gleichwertig)
{\displaystyle {\frac {b+c-a}{a}}\,:\,{\frac {c+a-b}{b}}\,:\,{\frac {a+b-c}{c}}} oder
{\displaystyle \csc ^{2}{\frac {\alpha }{2}}:\csc ^{2}{\frac {\beta }{2}}:\csc ^{2}{\frac {\gamma }{2}}}.
Die baryzentrischen Koordinaten sind (gleichwertig)
{\displaystyle (b+c-a)\,:\,(c+a-b)\,:\,(a+b-c)} oder
{\displaystyle \cot {\frac {\alpha }{2}}:\cot {\frac {\beta }{2}}:\cot {\frac {\gamma }{2}}}.
Dabei sind {\displaystyle a,b,c} die Seitenlängen des Dreiecks und {\displaystyle \alpha ,\beta ,\gamma } die Größen der Innenwinkel.